# La Lealtad (1881-1888)
La Lealtad fue un periódico de ideología carlista editado entre 1881 y 1888 en la ciudad española de Valencia, durante la llamada Restauración.

## Historia
Impreso en Valencia, bajo el subtítulo «periódico monárquico», era el órgano del Partido Católico-Tradicionalista en la ciudad. Apareció en abril de 1881 y era publicado en cuatro páginas de 62 x 43, a cinco columnas. Propiedad de Antonio Sanz Bremón, Ladrón de Guevara y el impresor Ramón Ortega —más adelante concejal republicano—, estuvo dirigido por Antonio López Ródriguez, José Rodríguez, Benito Martí Cabada, Joaquín Jordán, Manuel Aparici y Eduardo Peris. Ricardo Fuster fue administrador y Joaquín Lloréns colaborador de la publicación. La Lealtad se enfrentó a otras publicaciones como El Zuavo y El León Ibérico, por ser estas defensoras de la Unión Católica. Cesó su publicación en enero de 1888, sustituido por una segunda época de El Tradicional.